# 斯文·林德奎斯特
斯文·林德奎斯特（瑞典語：Sven Lindqvist，1903年3月26日—1987年1月25日），瑞典男子足球运动员，司职中场。他曾代表瑞典国家队参加1924年夏季奥林匹克运动会足球比赛，获得一枚铜牌。